# Wilhelma

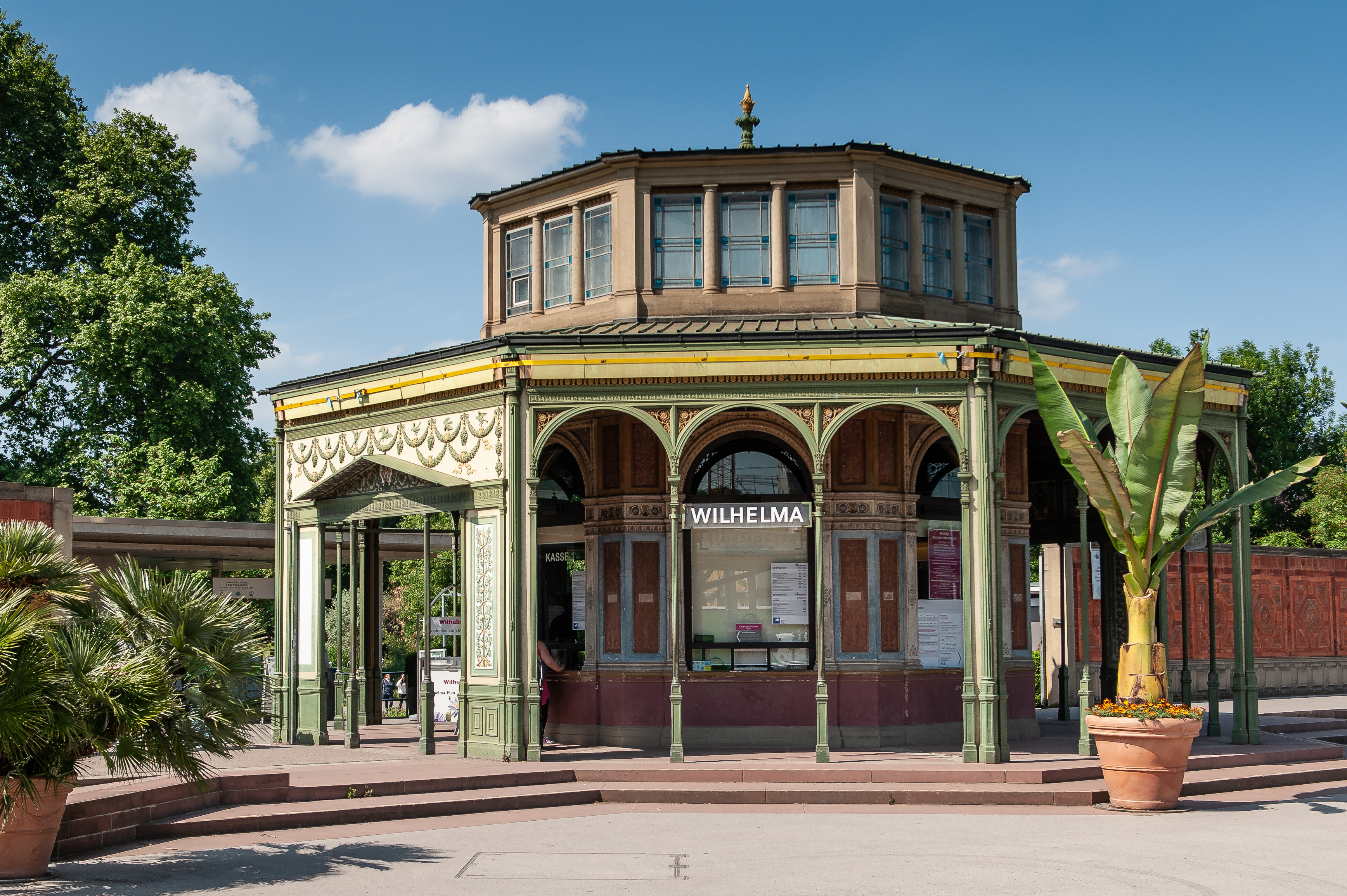
Entree

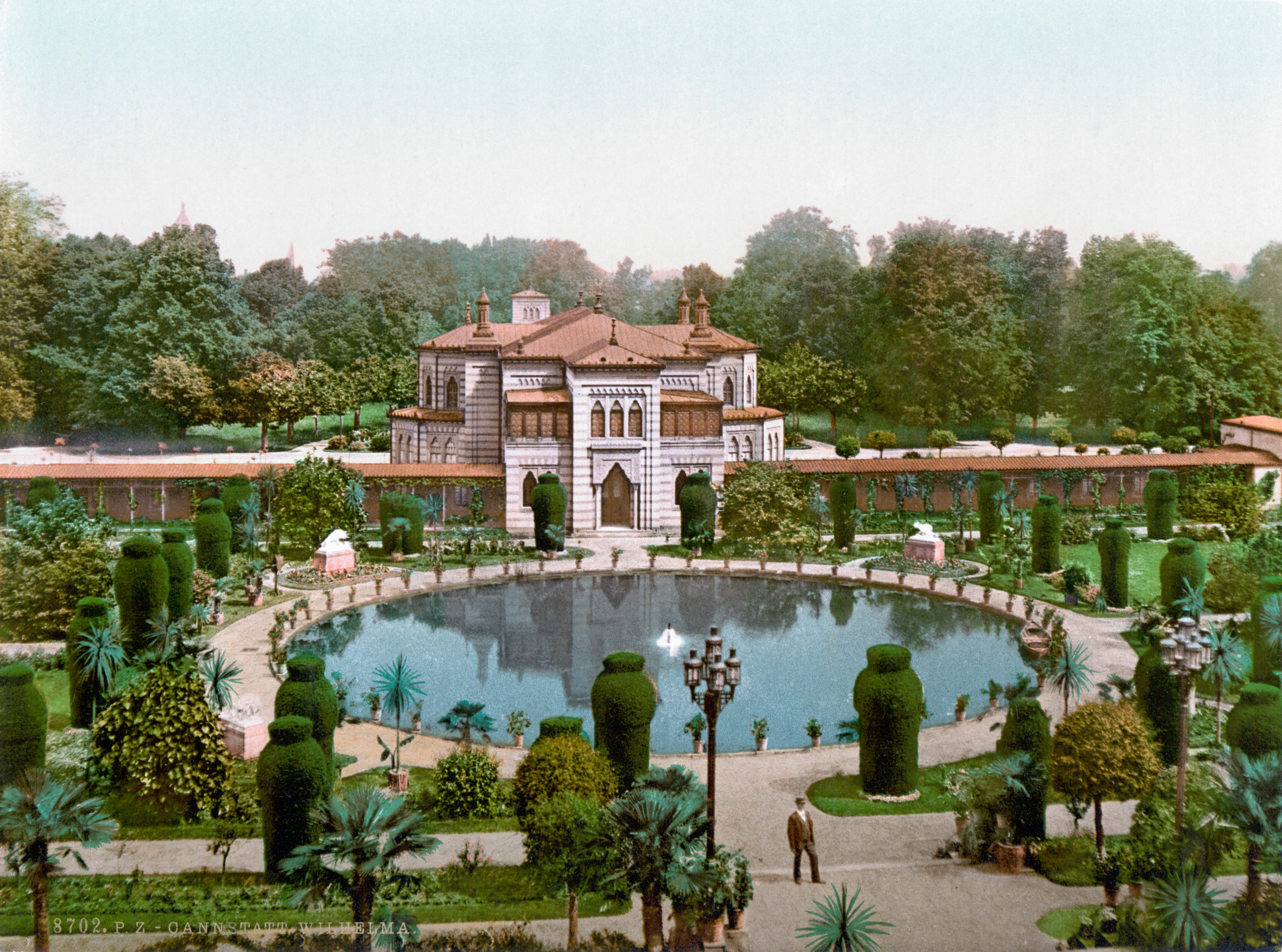
Wilhelma in Moorse stijl rond 1900

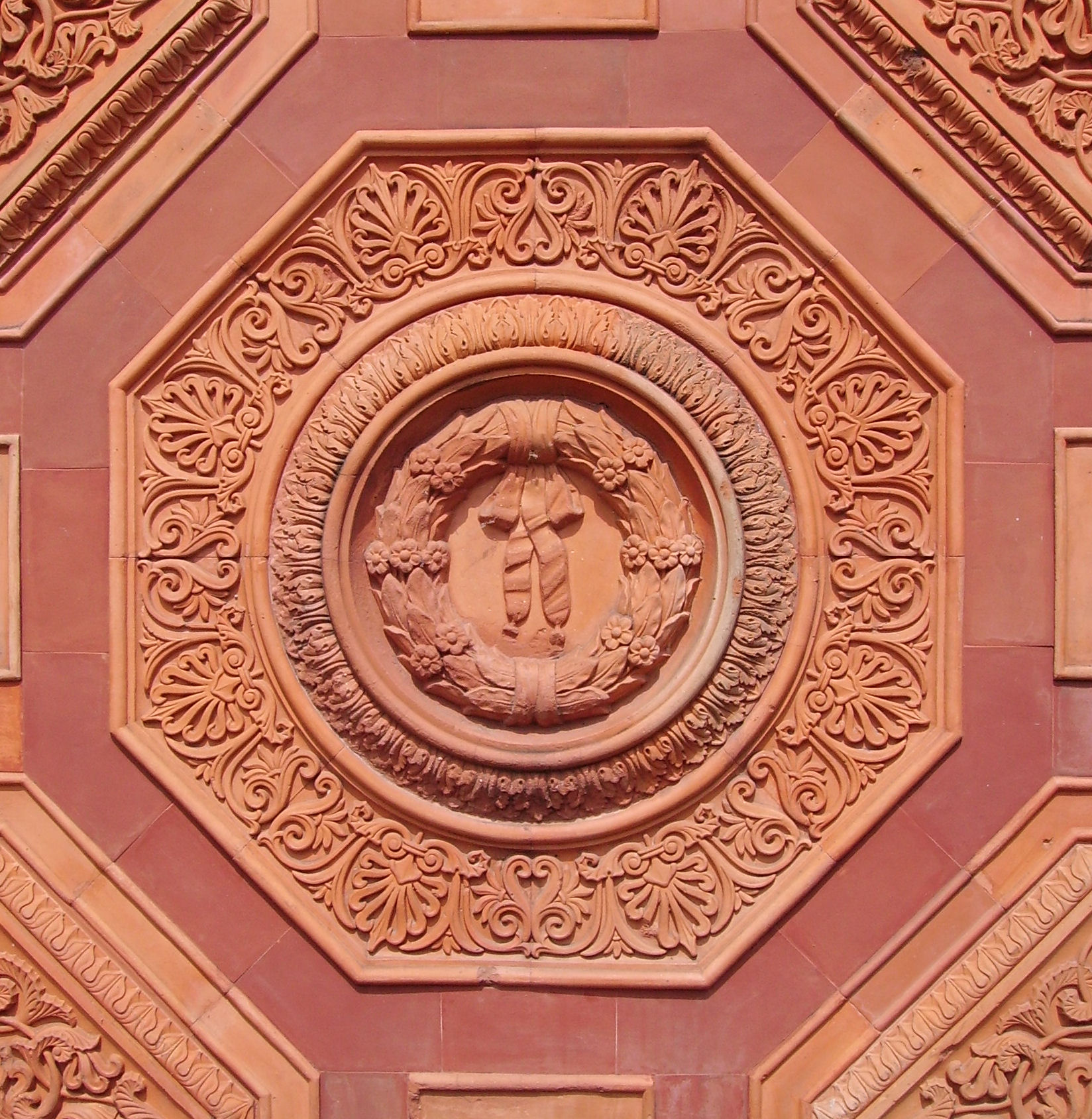
Moors ornament bij de hoofdingang

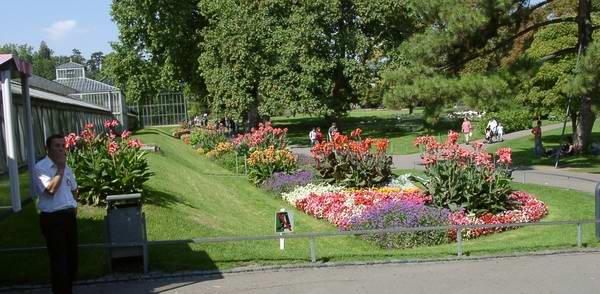
Broeikassen in 2004

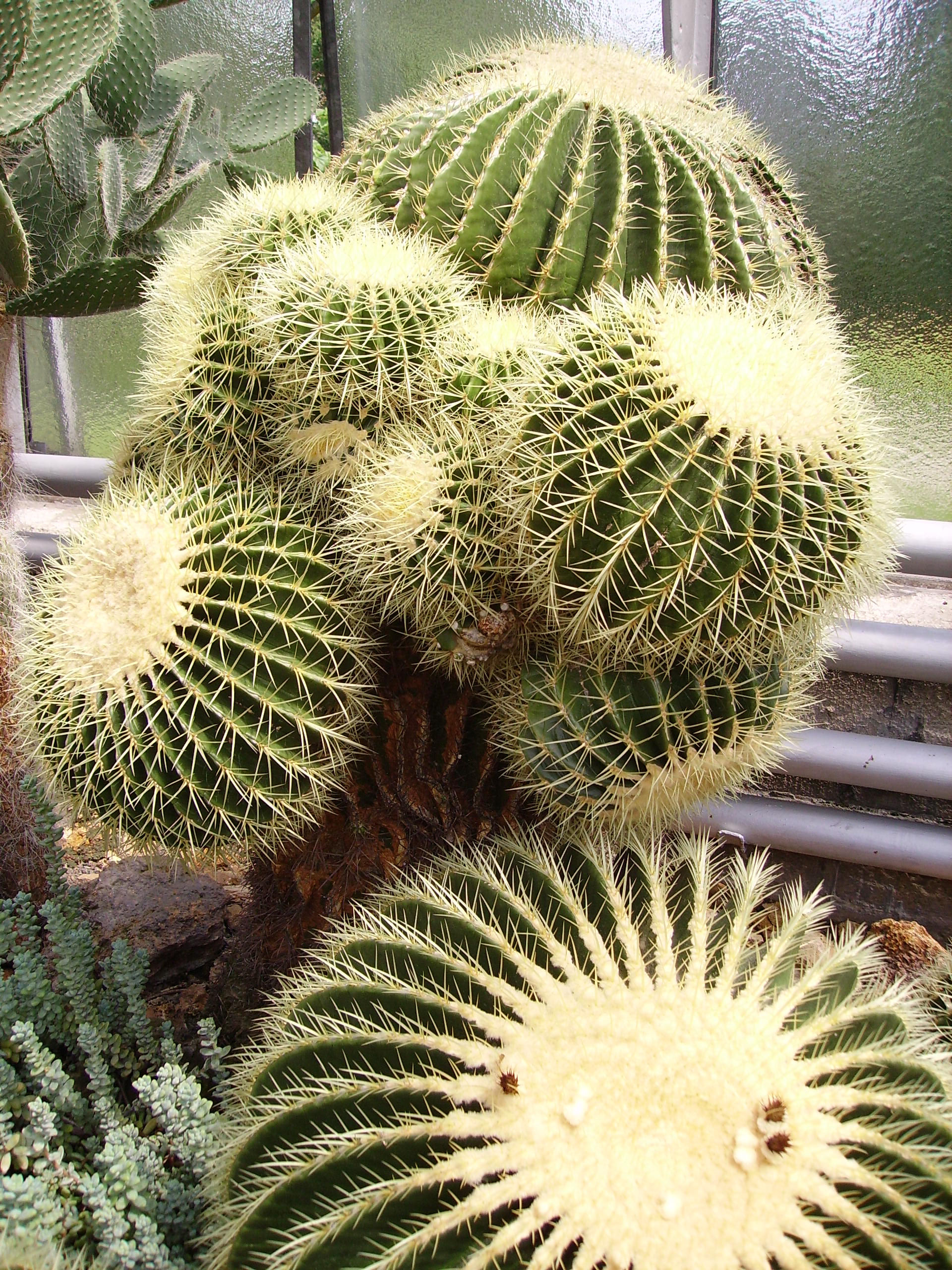
Echinocatus grusonii

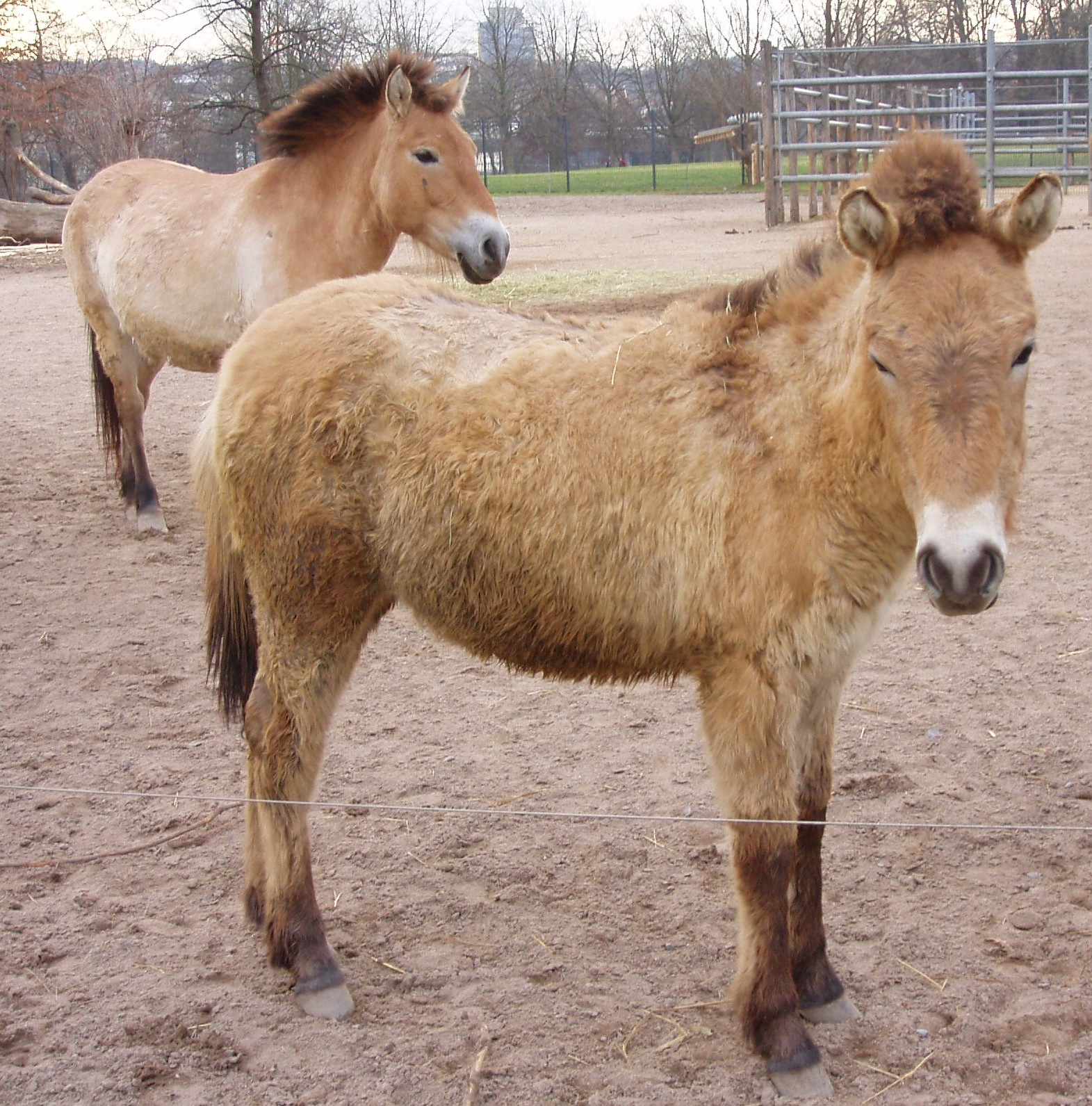
Przewalskipaarden in Wilhelma

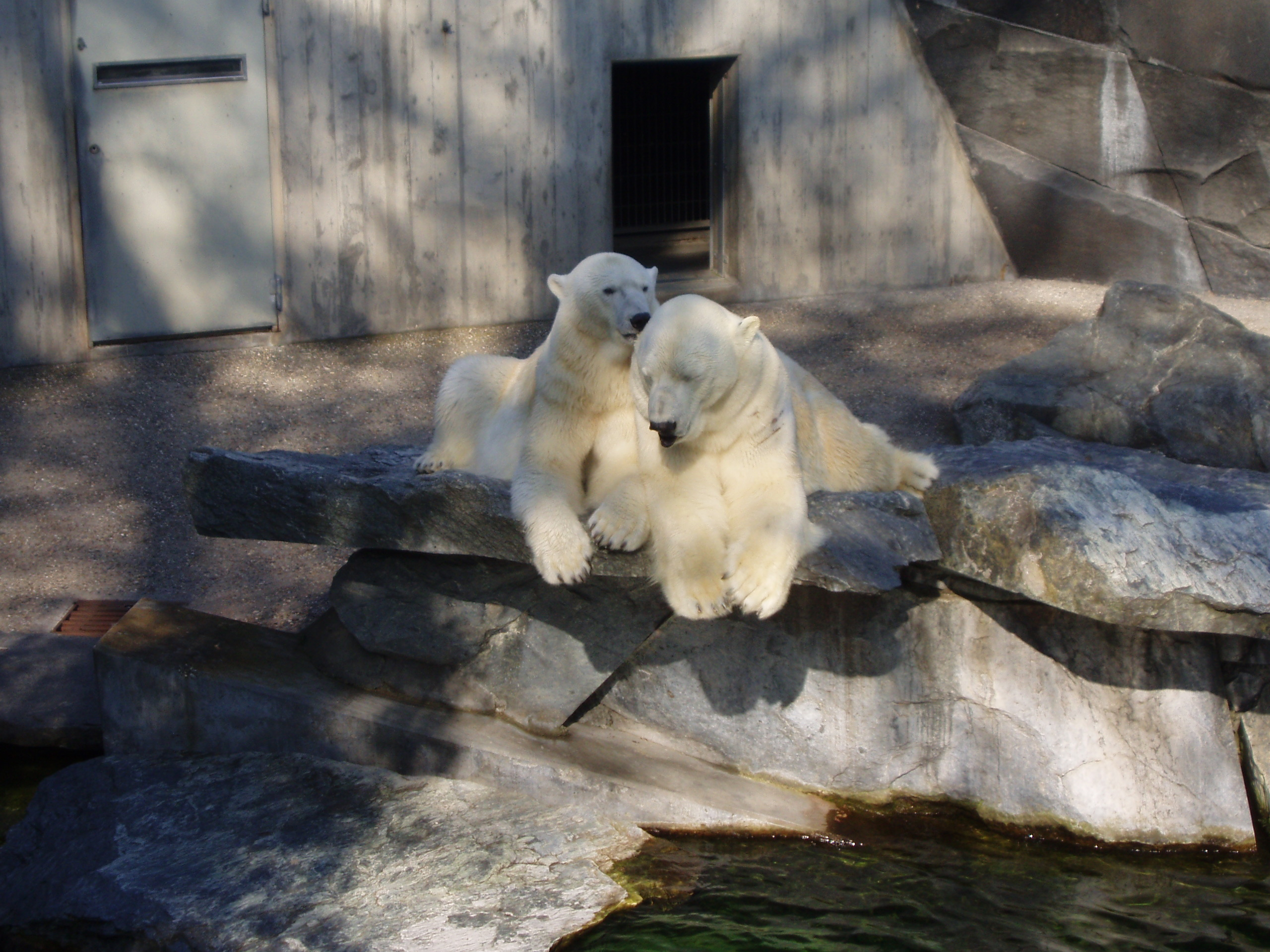
IJsberen in Wilhelma

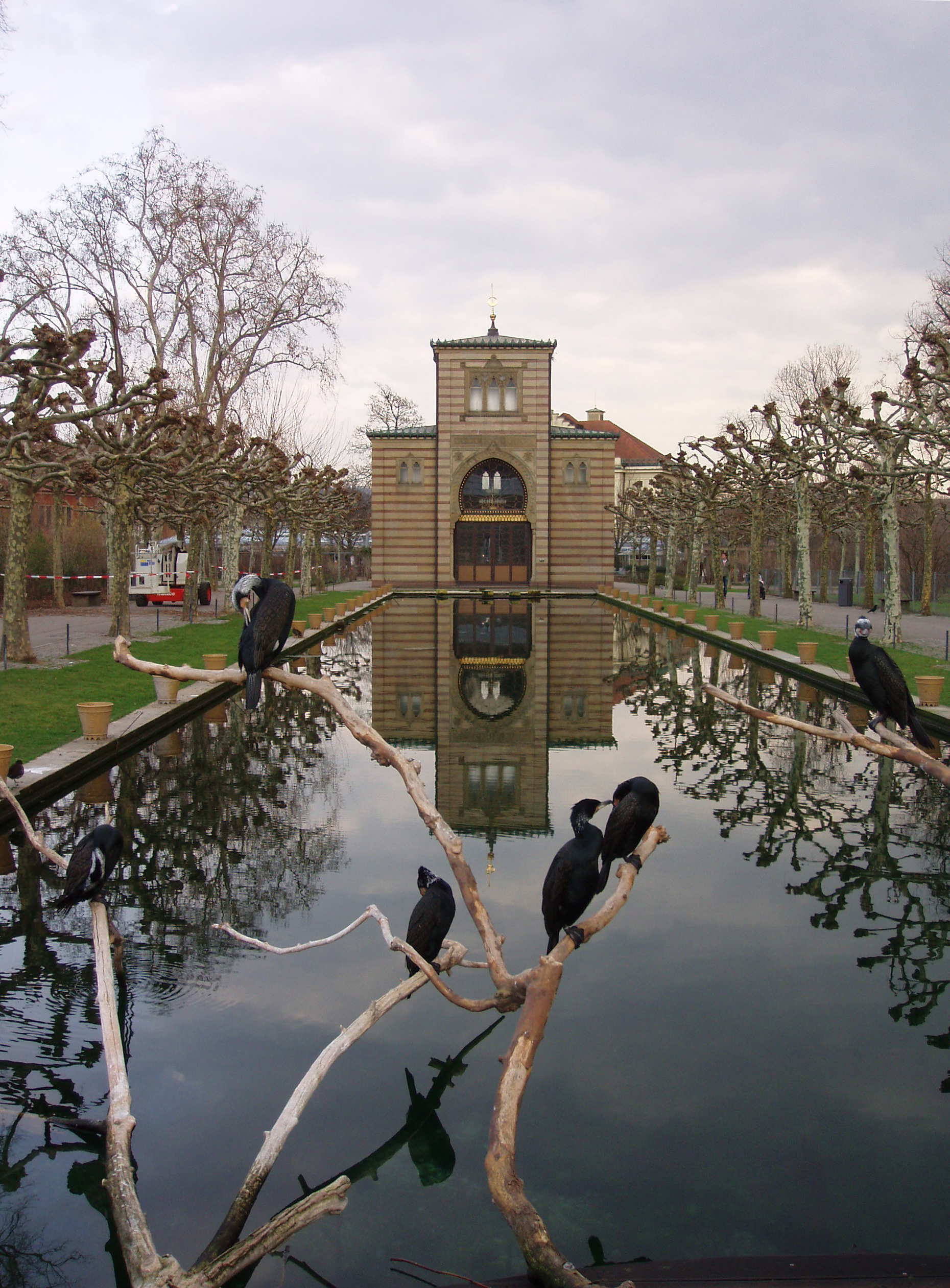
Aalscholvers in Wilhelma

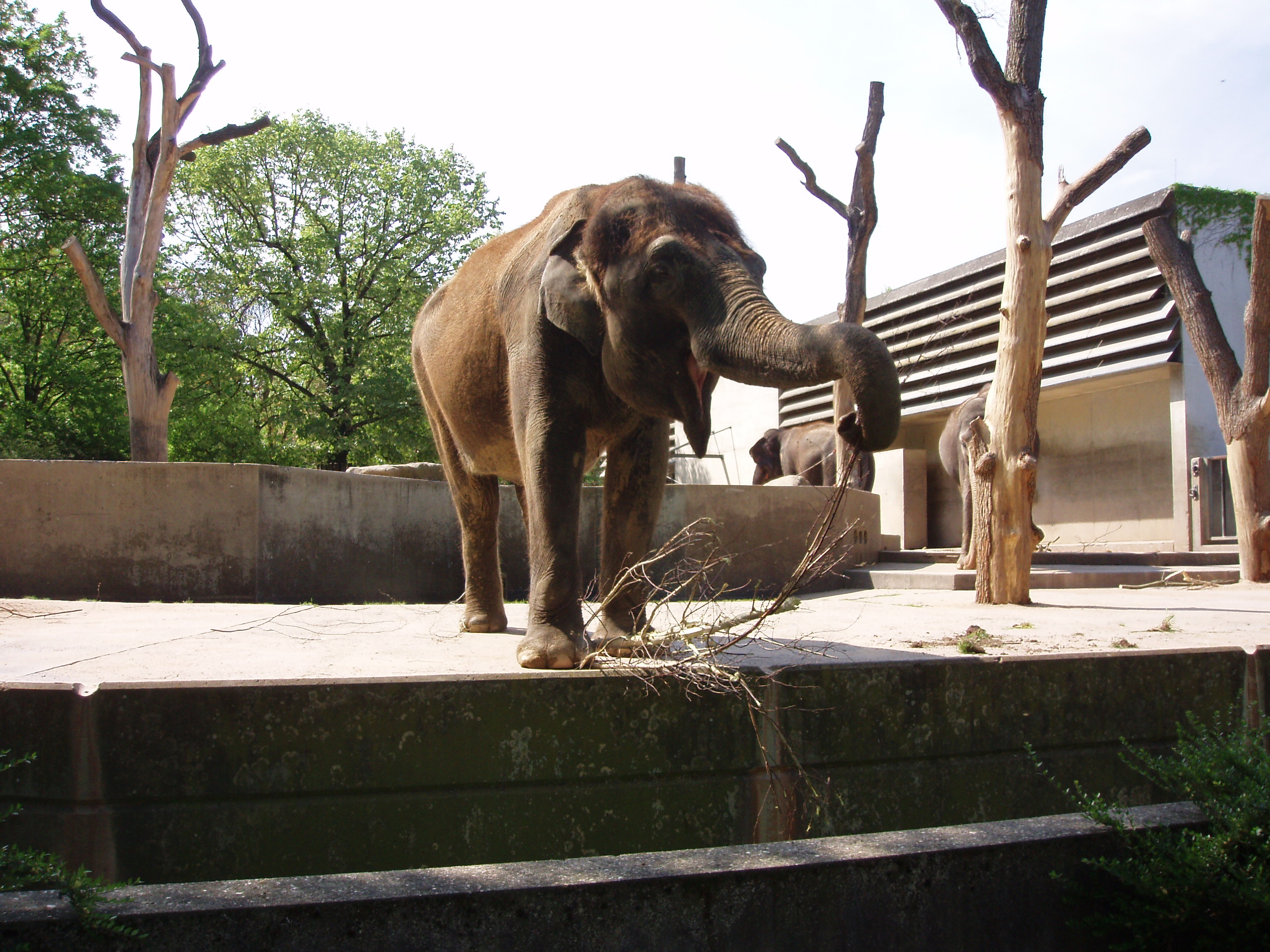
Het olifantenhuis in Wilhelma

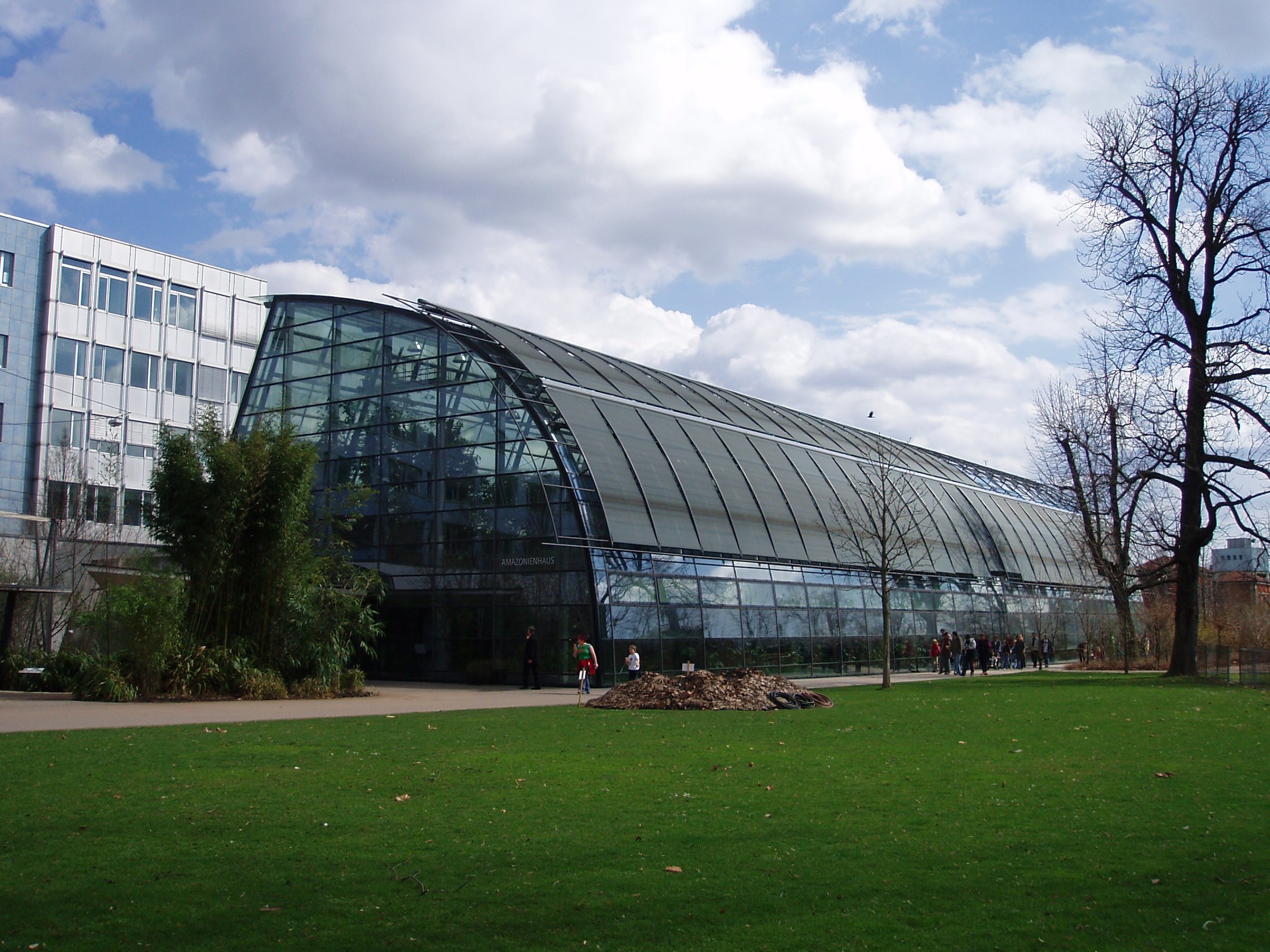
Amazonekas

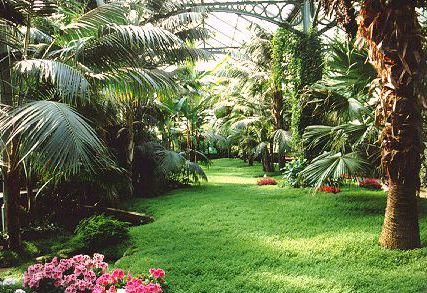
Binnenkant van de tropenkas

Wilhelma is een historische kasteeltuin annex dierentuin en hortus botanicus in de wijk Bad Cannstatt in Stuttgart.
De dierentuin en botanische tuin bevinden zich in een historisch park uit 1846. De historische architectuur en de inrichting van het park worden sinds de jaren 60 van de 20e eeuw in de oorspronkelijke staat gehouden. Wilhelma bestaat uit 28 hectare grond en heeft bijna 1000 diersoorten uit de hele wereld waarmee het na Zoologischer Garten Berlin de dierentuin met meeste diersoorten in Duitsland is. Er zijn circa 5000 plantensoorten uit de hele wereld te zien.
Een van de bekendste afdelingen is het onderkomen van de mensapen. Daarbij hoort ook een gedeelte waar jonge mensapen uit heel Europa worden opgevoed als de ouders daar niet toe in staat zijn.

## Geschiedenis
In 1829 werd op het terrein van het huidige Wilhelma, dat destijds Schloss Rosenstein herbergde, een minerale bron gevonden. Willem I van Württemberg wilde hierna een badhuis laten aanleggen als bijgebouw in de kasteeltuin. Na lange beraadslagingen kwam hij op het idee om een badhuis in Moorse stijl aan te laten leggen. Deze stijl was in die tijd zeer geliefd en had Alhambra in het Spaanse Granada als voorbeeld. Het badhuis zou met een oranjerie gecompleteerd worden.
In 1837 kreeg architect Karl-Ludwig von Zanth de opdracht om met een ontwerp te komen. Omdat de koning in roerige tijden leefde, niet lang nadat er een hongersnood had plaatsgevonden, aarzelde hij om de hoge kosten voor het eergierige voornemen op te brengen. Zo duurde het enige jaren voordat het eerste gebouw van Wilhelma gereed was. Herhaaldelijk werd overwogen om het project totaal stop te zetten.
In 1842 werd met de bouw van het eerste gebouw begonnen, dat op aanwijzingen van de Koning “Wilhelma” werd genoemd. Zanth slaagde erin om de koning voor zijn ideeën te winnen, zodat deze ondanks alle weerstand konden worden uitgevoerd. Hij slaagde erin om wat men onder een Moorse stijl verstond met de vaardigheden van Duitse handwerkers, de woonbehoeftes van de Zwabische monarchen het Midden-Europese klimaat te verbinden. In de loop van de tijd was het badhuis een comfortabel woongebouw met meerdere ramen geworden met daaronder een koepelzaal met twee aangrenzende broeikassen met een hoekpaviljoen. Bij de ijzeren constructie van de gebouwen had Zanth nieuw gebied betreden. De kostbare, rijkelijk aanwezige versieringen was zo gevormd naar de stijl van Alhambra als tevoren nooit was toegepast. Toen Wilhelma in 1846 ter gelegenheid van het huwelijk van kroonprins Karel met tsarendochter Olga Nikolajevna werd ingewijd, waren er een feestzaal, twee hoofdgebouwen met meerdere hoofse ramen, meerdere paviljoenen, broeikassen en groots opgezette bloemperken.

## Botanische afdeling
Toen het hof van Württemberg ophield te bestaan kwam Wilhelma in 1918/1919 in handen van de staat en werd het als een kleine botanische tuin opengesteld voor publiek. Er waren collecties orchideeën, rododendrons, cactussen en magnolia’s te zien.
Tijdens de Tweede Wereldoorlog, in de nacht van 19 op 20 oktober 1944 werd Wilhelma getroffen door bombardementen, waardoor de botanische tuin veel schade leed. Enkele historische gebouwen, bloemperken en gedeeltes van de tuin waren gespaard gebleven, maar het grootste gedeelte werd geruïneerd.
Huidige bezienswaardigheden van de botanische tuin zijn:
- Succulentenkas
- Tropenkas
- Wintertuin
- Azaleakas
- Moorse tuin
- Tropische waterlelies
- Subtropenterrassen
- Varenkassen
- Tropische gebruiksplanten
- Amazonekas

## Zoölogische afdeling
Na de bombardementen in de Tweede Wereldoorlog wilde de toenmalige directeur Albert Schöchle de tuin in ere herstellen. Hij had het plan opgevat om er dieren aan het publiek te tonen. Na de heropening in 1949 werd er een aquariumshow georganiseerd, in 1950 werden er een vogelshow en de tentoonstelling Tiere des deutschen Märchens (dieren uit Duitse sprookjes) gehouden. Hierna volgden  Schlangen, Saurier, Krokodile (slangen, hagedissen, krokodillen), Afrikanische Steppentiere (Afrikaanse steppedieren), Indische Dschungeltiere (Indische oerwouddieren)]. Na elke tentoonstelling bleven de dieren vervolgens in Wilhelma, zodat er spoedig een bezienswaardige dierentuin ontstond. Het beviel de burgers in Wilhelma. De overheid, het Ministerie van Financiën, was echter niet enthousiast en bepaalde dat de dieren verwijderd moesten worden. In 1956 werd Verein der Freunde und Förderer der Wilhelma (vereniging van vrienden en sponsors van Wilhelma) opgericht, zonder wie de verdere ontwikkeling heel anders had kunnen lopen. In 1960 gaf de ministerraad met instemming van het deelstaatparlement van Baden-Württemberg zijn goedkeuring aan de verdere uitbouw van Wilhelma tot dierentuin en botanische tuin.
Spoedig werden er nieuw gebouwen aangelegd. Het eerste moderne dierenverblijf was het aquarium dat in 1967 werd geopend en Wilhelma wereldfaam bezorgde. In 1968 volgden roofdierverblijven, olifanten- en neushoornsverblijf en het nijlpaardenverblijf. In 1970 ging Albert Schöchle met pensioen, waarna Wilbert Neugebauer hem opvolgde. Hij had jaren onder zijn voorganger gewerkt. In zijn tijd kwamen het apenverblijf, het verblijf van jonge dieren, de Zuid-Amerikaanse afdeling en de afdeling voor Afrikaanse hoefdieren.
In 1991 volgde de opening van het grote berenpark, gevolgd in 1993 door de oplevering van de afdeling waar vogels vrij konden vliegen en de kijkboerderij. Daarmee bereikte Wilhelma zijn huidige grootte. Met de combinatie van dieren en planten is Wilhelma uniek. Een nieuw olifantenverblijf en nieuw mensapenverblijf liggen in de planning. De bouw van het nieuwe mensapenverblijf was in 2013 gereed en de aanleg van het olifantenverblijf in 2012.
Het buitenverblijf van de olifanten behoort met een oppervlakte van 500 m² tot de kleinere in Duitsland. Het oorspronkelijk cirkelvormige platform werd door de inbouw van zandbekkens en de aanplant van schuurbomen diervriendelijker ingericht.
Het verblijf werd in 1968 aangelegd als betonnen gebouw met een typische, afgegraven gracht. In de jaren negentig van de twintigste eeuw werden er schommeltouwen geïnstalleerd waardoor kettingen overbodig werden. Het verblijf voldoet nu niet meer aan de huidige standaarden. Er zijn plannen voor nieuwbouw om de mogelijkheid te hebben een groep olifanten te houden om mee te fokken. Momenteel leven er twee Aziatische olifantenkoeien in Wilhelma: Pama (1966) en Zella (1967). Vilja was de oudste olifant in Europa. Sinds ze in het voorjaar van 2006 het grootste deel van haar laatste tanden verloor, wordt met haar overlijden rekening gehouden.
Van 24 juli tot 20 oktober 2006 was Wilhelma in de ARD-dierendocumentaire Eisbär, Affe & Co. te zien.
Een overzicht van de bezienswaardigheden:
- Verblijf van jonge dieren
- Mensapenverblijf
- Primatenverblijf
- Rotspark
- Roofdierenverblijf
- Olifanten- en neushoornverblijf
- Nijlpaardenverblijf
- Hoefdierterrein
- Kijkboerderij
- Afrikaanse hoefdieren
- Giraffeverblijf
- Zuid-Amerika-terrein
- Park voor beren en klimmende dieren
- Roofvogels en uilen
- Verblijf van tropische vogels en nachtdieren
- Aquarium
- Terrarium
- Krokodillenhal
- Amazonekas
- Hal waarin vogels vrij kunnen rondvliegen
- Insectenverblijf
- Groep kangoeroes

### Fokprogramma's
Het park neemt deel aan meerdere internationale fokprogramma's en coördineert en beheert de EEP-stamboeken voor de kamstaartbuidelrat en de grote langoorbuideldas.

## Wilhelma-Theater

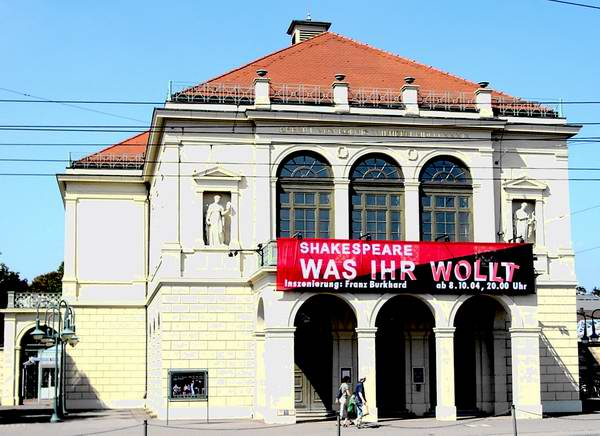
Wilhelma-Theater

Ten noordoosten van de hoofdingang bevindt zich het Wilhelma-Theater. Koning Wilhelm I liet het in 1840 op eigen kosten aanleggen door Karl Ludwig von Zanth als een casino in Pompeïaanse stijl.
In 1985 werd het op initiatief van de toenmalige minister-president van Baden-Württemberg, Lothar Späth grondig gerenoveerd en uitgebouwd tot een proefpodium. Het is het enige theater in Duitsland in de Pompeiiaanse stijl waarvan de originele beschilderingen bewaard zijn gebleven.
Sinds 1987 dient het als opleidingstheater van de Staatliche Hochschule für Musik und Darstellende Kunst Stuttgart voor opera, toneel, poppentheater, spraakkunst en klassieke muziek.